# Red Dress
Red Dress è un singolo del gruppo musicale pop britannico Sugababes, pubblicato il 6 marzo 2006 dall'etichetta discografica Island.
La canzone è stata scritta degli Sugababes insieme agli Xenomania e prodotta da questi ultimi insieme a Brian Higgins ed è stata estratta come terzo singolo dal quarto album del gruppo, Taller in More Ways.

## Storia
Red Dress è una delle due collaborazioni del gruppo con il team di produzione Xenomania scelte per apparire sulla tracklist finale dell'album Taller in More Ways (l'altra canzone è Ace Reject). Gli Xenomania avevano già collaborato con le Sugababes per i singoli Round Round, Hole in the Head e In the Middle.
Il singolo fu annunciato il 17 dicembre 2005 da HMV.
Il 21 dicembre 2005 arrivò la conferma che Mutya Buena aveva abbandonato il gruppo: "la decisione di Mutya era basata solamente su motivazioni personali e vuole continuare ad essere amica di Keisha e Heidi." Amelle Berrabah è poi entrata nella band e occupò il posto vacante. In questa situazione, la Berrabah dovette ri-registrare le parti della Buena in Red Dress per pubblicarla come singolo; in più ri-registrò anche le canzoni Gotta Be You e Follow Me Home per la nuova edizione di Taller in More Ways. Questa nuova versione del singolo è apparsa anche nel greatest hits del gruppo, Overloaded: The Singles Collection.
Il 17 gennaio 2006 la dj Jo Whiley presentò la nuova versione di Red Dress per la prima volta su BBC Radio 1 e diede l'opportunità ai fan della band di sentire per la prima volta la voce della Berrabah, descritta da John Murphy del sito musicOMH "non molto diversa" da quella della Buena.

## Tracce e formati
- CD1 Single[10]
(CID922,987753-3, Released: March 6, 2006) (Island 985 336-6 (UMG) / EAN 0602498533666)[11]

1. "Red Dress" - 3:37
2. "I Bet You Look Good on the Dancefloor" (Arctic Babes Mix) - 2:47

- CD2 Maxi-Single[12]
(CIDX922,987753-4, Released: March 6, 2006) (Island 985 3367 (UMG) / EAN 0602498533673)[11]

1. "Red Dress" - 3:37
2. "Red Dress" (Caged Baby Remix) - 5:07
3. "Red Dress" (Dennis Christopher Vocal Mix) - 7:18
4. "Red Dress" (Music Video) - 3:37

- UK 12" Single[13]
(12SUGA14, Released: March 6, 2006)

1. "Red Dress" (Dennis Christopher More Energy Dub) - 7:18
2. "Red Dress" (Caged Baby Remix) - 5:07
3. "Red Dress" (Dennis Christopher Vocal Mix) - 7:18
4. "Obsession" (D-Bop Vocal) - 7:07

- iTunes Exclusive Single[14]

1. "Red Dress" (Extended Mix) - 4:12

- Europe 12" Single[15]
(12IS922,9877535, Released: 2006)

1. "Red Dress" (Caged Baby Remix) - 5:07
2. "Red Dress" (Dennis Christopher More Energy Dub) - 7:18
3. "Obsession" (D-Bop Vocal) - 7:07

- Germany CD Maxi-Single[16]
(985336-7, Released: April 21, 2006)

1. "Red Dress" - 3:37
2. "Red Dress" (Caged Baby Remix) - 5:07
3. "Red Dress" (Dennis Christopher Vocal Mix) - 7:18

- Australia CD Maxi-Single[17]
(980074-1, Released: 2006)

1. "Red Dress" - 3:37
2. "I Bet You Look Good on the Dancefloor" (Arctic Babes Mix) - 2:47
3. "Red Dress" (Dennis Christopher Vocal Mix) - 7:18
4. "Red Dress" (Caged Baby Remix) - 5:07
5. "Red Dress" (Music Video) - 3:37

## Classifiche
| Classifica (2006)   | Posizione raggiunta |
| ------------------- | ------------------- |
| Regno Unito         | 4                   |
| Paesi Bassi         | 7                   |
| Nuova Zelanda       | 16                  |
| Norvegia            | 17                  |
| Australia           | 22                  |
| Germania            | 27                  |
| Svizzera            | 31                  |
| Belgio (Fiandre)    | 35                  |
| Classifica mondiale | 38                  |
| Austria             | 41                  |